# Henrique Dias Milão
Henrique Dias de Milão oder Milan (geb. Henrique de Caceres; * 1528 in Santa Comba Dão (Königreich Portugal); † 5. April 1609 in Lissabon) war ein reicher portugiesischer Kaufmann und gehörte zu den Marranen. Er baute eine global tätige Handelsfirma auf. 1606 wurde er wegen Steuerbetrug sowie als Kryptojude angeklagt und 1609 im Rahmen eines Autodafés hingerichtet. Die Hauptquellen seiner Geschichte sind die Akten des Inquisitionsprozesses 1606–1609.

## Leben
Der Kaufmannssohn Henrique kam um 1540 aus seinem Geburtsort zur Ausbildung nach Lissabon. Dort heiratete er Guiomar Gomes de Milao (* 1549 in Covilhã), deren Vater und Brüder als Soldaten für das portugiesische Kolonialreich gefallen waren. Noch vor 1580, als Spanien die Herrschaft über Portugal in der Iberischen Union übernahm, wurde die Familie geadelt mit dem Zusatz de Milão, einem kleinen Bergdorf. Henrique konnte den Adelstitel übernehmen. Das Paar hatte insgesamt neun Söhne und Töchter, die alle in der Kathedrale von Lissabon getauft wurden:
- Manuel Cardoso de Milao (* 1571), später Kaufmann in Pernambuco, London, Hamburg und Glückstadt, möglicher Vater von Gabriel Milan
- Beatriz Henriques de Milao (* 1573), ab 1606 verheiratet mit Álvaro Dinis in Hamburg, später Glückstadt
- Gomes Rodrigues de Milao alias Daniel Abenzur (* 1574), 1692 in Brasilien, 1606 mit der Kusine Beatriz als Ehefrau nach Hamburg, dann Amsterdam
- Fernao Lopes de Milao (* 1575), nach einer Flucht 1612 in Amsterdam
- Leanor Henriques de Milao (* 1577), verhört und 1611 geflohen, in Amsterdam nachgewiesen
- Antonio Diaz de Milao (* 1582), später in Brasilien
- Ana de Milao (* 1584), verhört und 1611 geflohen, in Hamburg
- Paulo de Milao, auch Moses Abenzur (* 1584), später in Hamburg und Glückstadt verheiratet mit der Schwester von Alvaro Dinis
- Isabel Santiago Henriques de Milao (* 1590), inhaftiert, freigelassen und 1611 geflohen, in Hamburg Frau von Pedro de Palacios

Die Handelsfirma hatte 1590 eine Außenstation im brasilianischen Pernambuco (heute Recife), die der älteste Sohn Manuel leitete, dem 1592 der Sohn Gomes Rodrigues zur Hilfe gesendet wurde. 1606 übernahm sie der Sohn Antonio Diaz. Daneben reichte ihr Fernhandel bis nach Afrika und Asien, auch mit Sklaven. Im Haushalt der Familie arbeitete die erste aus China stammende und über Goa importierte Sklavin, Victoria Diaz genannt, als Köchin und Kindermädchen. Sie verriet den Inquisitoren später die kryptojüdische Praxis in der Familie.
Seit 1603 wurde die Firma und das Wohnhaus der Familie von der portugiesischen Zollbehörde beobachtet, nachdem drei falsch deklarierte Schiffe aus Pernambuco mit Waren aus Polen entdeckt worden waren. Holz und Zucker aus Brasilien waren illegal direkt nach Hamburg (dort war Álvaro Dinis ein Verwandter) geschickt und die Schiffe dort mit baltischen Waren beladen worden. So sollte der Zoll für die Ware aus Brasilien umgangen werden, der besonders hoch war, um die Marrano-Steuer, eine im Zusammenhang mit dem Generalpardon 1605 den sogenannten „Neuen Christen“ auferlegte Summe von 1,7 Mio. Cruzados, in die leere Staatskasse einzubringen. Nach einem Umzug in die Vorstadt 1605 und Vorbereitungen zum Verlassen Lissabons wurde die gesamte Familie am 28. Oktober 1606 verhaftet und großenteils in das Inquisitionsgefängnis verbracht. Außer dem Steuervergehen wurden sie geheimer jüdischer Kulthandlungen (bspw. Feiern von Jom Kippur) bezichtigt und als Kryptojuden angeklagt. Der Inquisitor Antonio Dias Cardoso († 1624) versuchte sie zum Geständnis und zur Reue zu überreden, beim 81-jährigen Henrique vergebens, bei vielen anderen Angeklagten erfolgreicher. Am 5. April 1609 wurde er zusammen mit einem anderen Mann und fünf Frauen hingerichtet, während mehreren weiteren Angeklagten dank Helfern die Flucht gelang. Auch die Ehefrau Guiomar gelangte nach Hamburg. Sie blieben zunächst im katholischen Glauben besuchten die Messe der Jesuiten in Altona. Ab 1611 begannen mit dem Erwerb eines Friedhofsgrundstücke die Schritte einzelner zur offenen Konversion.